# Bad Santa
 Bad Santa és una pel·lícula estatunidenca dirigida per Terry Zwigoff, estrenada el 2003 i doblada al català.

## Argument
És Nadal i tots els anys, Willie es disfressa de Pare Noel per a una gran superfície. Amb els anys, se'l fa difícil tenir èxit amb aquest paper tan important pels nens. Marcus, el seu amic i col·lega, disfressat de nan, l'ajuda a no deixar-ho.
La nit de Nadal, aquest formidable duo roba la botiga on treballen. Però, en aquest Nadal, el robatori es mostra difícil, a causa de Bob, el director, Gin, Sua (qui ha fracassat sobre Willie), i finalment Thurman. Allò consagrat Thurman, un nen innocent, creient en el Pare Noel. Creia en aquesta història, i... a la disfressa de Willie !

## Repartiment
- Billy Bob Thornton: Willie T. Soke
- Bernie Mac: Gin Slagel
- Tony Cox: Marcus
- Lauren Graham: Sue
- John Ritter: el responsable del centre comercial
- Brett Kelly: el vailet
- Cloris Leachman: Àvia

## Al voltant de la pel·lícula
- En el Festival de Canes 2004 Bad Santa va ser presentat fora de competició.

## Rebuda
- El Nadal és el marc idoni per a amables contes familiars en els quals el seu esperit acaba inundant fins i tot el personatge més desagradable. Però potser no passi el mateix en aquesta comèdia "destroyer", amb un Billy Bob Thornton en la seva salsa. Atípic Nadal. Aquesta història combina la sensibilitat de South Park i l'esperit de Que bell és viure! Li dona una volta a la típica idea d'una comèdia nadalenca.[2]
- "Agafa totes les males vibracions de la temporada nadalenca i les converteix en una desternillantemente divertida i incorrecta comèdia negra. "[3]
- "No és per a tots. L'argument és ple de forats i el seu llenguatge és pitjor del que hauria de ser. Però té fenomenals interpretacions, un munt d'enginy vulgar i, el millor de tot, connecta amb el més funest de tot el que subjau darrere de la nostra alegria en les vacances nadalenques. "[4]
- "Joel i Ethan Coen van escriure la història, usant el vell gag del Santa intoxicat com un vehicle per a la seva marca de misantropia patentada; Zwigoff i companyia arrenquen algunes rialles, encara que el to és uniformement mesquí i vulgar.[5]